# 香積寺 (湯沢市)
香積寺（こうしゃくじ）は、秋田県湯沢市高松中村にある寺院である。

## 歴史
香積寺は元々大桧内山八番地（現在の湯沢市高松大台山）に雄勝郡三梨町桂薗寺の英徹和尚を迎え草庵を設けたのがはじまりとされる。英徹和尚が享徳元年に亡くなってから二百年ほど無住であったが、当時の高松村の肝煎遠田市兵衛氏が自村に仏寺が無いことを遺憾とし、寺領を寄進して再び桂薗寺から和尚（勇関和尚）を迎え第二世とした。（この際現在地に移ったものと推測できるが、出典文献には記載がない）以来今日まで連綿と続いている。享保十年と享和二年の二度火災に遭ったが、いずれも村人の力で復興された。なお宗門は初め真言宗であったようだが、現在は曹洞宗の寺である。
1971年（昭和46年）7月1日に秋田県知事小畑勇二郎が県知事選挙改選後に、香積寺で移動県庁（知事が現地に赴き住民の意見を聞く集会）を開いた。

## アクセス
- 東日本旅客鉄道 奥羽本線 三関駅から車で10分